# برق هواسپهری

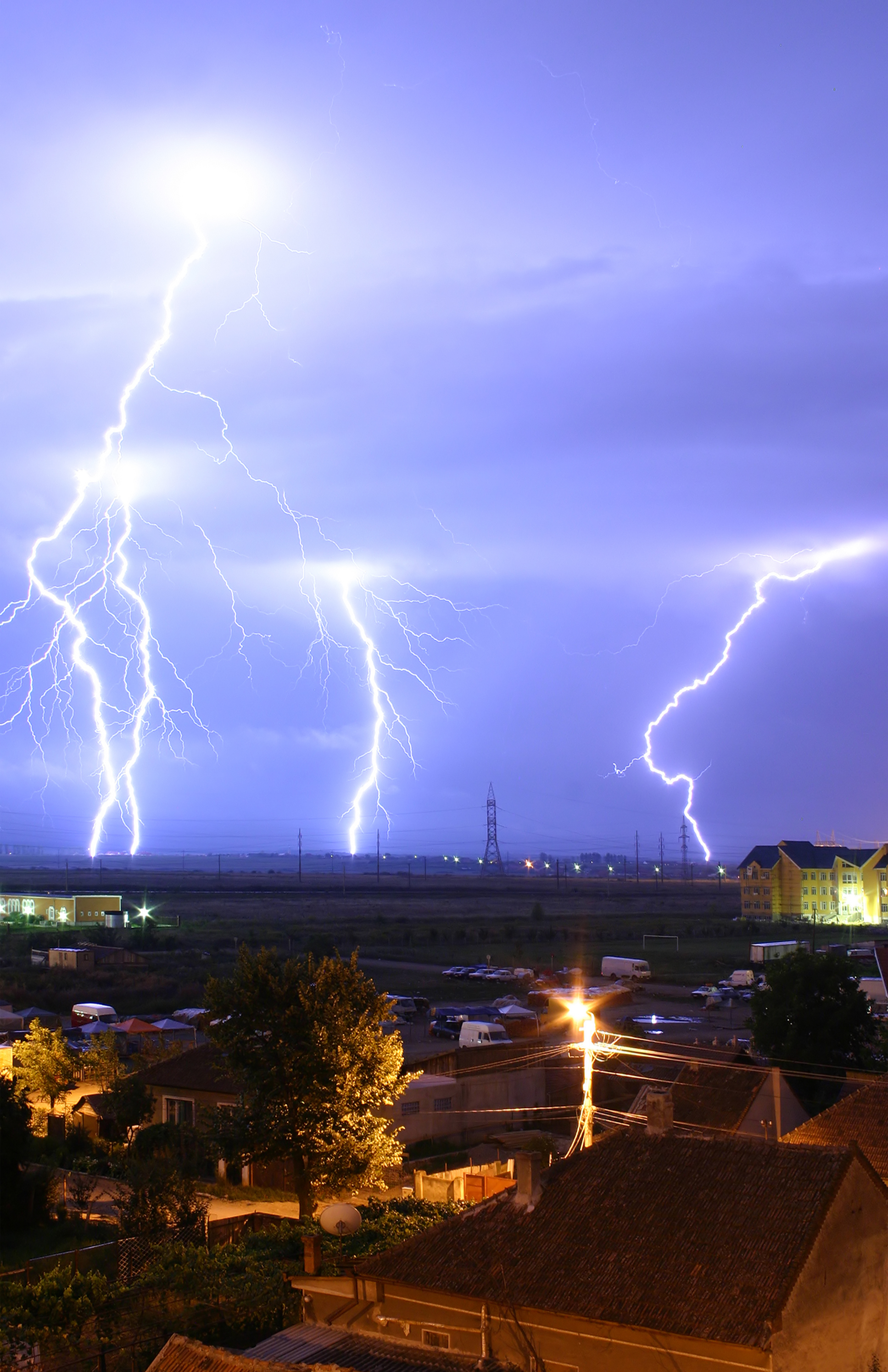
آذرخش ابر به زمین. معمولاً، آذرخش ۳۰٬۰۰۰ آمپر را تا دست بالا ۱۰۰ میلیون ولت وابار می‌کند و نور، موج‌های رادیویی، پرتو ایکس و حتی پرتو گاما می‌گسیلد. دمای پلاسما در آذرخش می‌تواند به ۲۸٬۰۰۰ کلوین برسد.

برق هواسپهری مطالعه بارهای برقی در هواسپهر زمین (یا یک سیاره دیگر) است. حرکت بار میان رویهٔ زمین، هواسپهر و یون‌سپهر به عنوان مدار الکتریکی هواسپهری جهانی شناخته می‌شود. برق هواسپهری موضوعی اندررشته‌ای با تاریخی دراز است که شامل مفاهیمی از برق‌ایستاییک، فیزیک هواسپهر، هواشناسی و دانش زمین است.